# Polit becfí
El polit becfí (Numenius tenuirostris) és una espècie d'ocell extinta de la família dels escolopàcids (Scolopacidae) que en estiu habitava en  zones humides del sud-oest de Sibèria, arribant en hivern fins a Tunis i el Marroc.